# كلت سفلي
كلت سفلي هي قرية في مقاطعة خوي، إيران. عدد سكان هذه القرية هو 485 في سنة 2006.